# L'ombra d'en Casey
L'ombra d'en Casey (títol original: Casey's Shadow) és una pel·lícula dels Estats Units dirigida per Martin Ritt, estrenada el 1978. És l'adaptació de la novel·la Ruidoso publicada el 1974 per John McPhee. Ha estat doblada al català.

## Argument
Lloyd Bourdelle (Walter Matthau) és un entrenador de cavalls sense diners, que és ajudat pels seus tres fills: Buddy, Randy i Casey. Quan una de les eugues de Bourdelle pareix un poltre especial anomenat "Ombra de Casey", la sort de la familia canvia. Quan el poltre fa dos anys el porten a Ruidoso, Nou Mèxic, per competir en el prestigiós All-American Futurity. Tanmateix, uns mesos abans de l'esdeveniment, el cavall és ferit en una carrera.

## Repartiment
- Walter Matthau: Lloyd Bourdelle
- Alexis Smith: Sarah Blue
- Robert Webber: Mike Marsh
- Murray Hamilton: Tom Patterson
- Andrew Rubin: Buddy Bourdelle
- Steve Burns: Randy Bourdelle
- Susan Myers: Kelly Marsh
- Michael Hershewe: Casey Bourdelle
- Harry Caesar: Calvin Lebec
- Joel Fluellen: Jimmy Judson
- Whit Bissell: Doctor Williamson
- James M. Halty: Donovan
- William Pitt: Doctor Pitt